# Sistan und Belutschistan

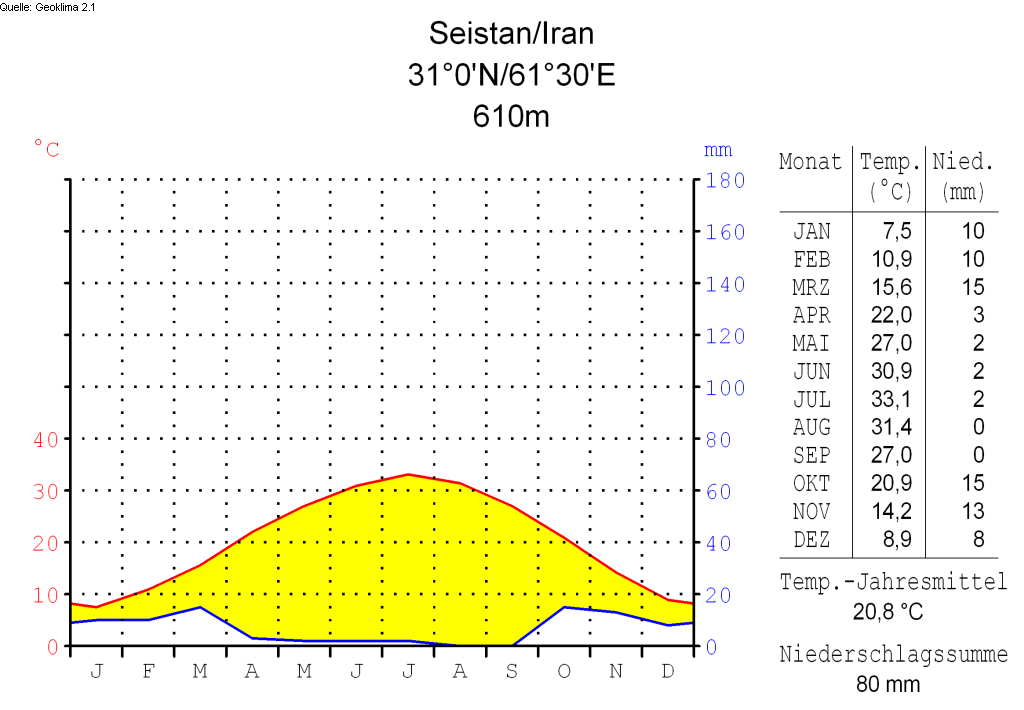
Klimadiagramm von Sistan und Belutschistan

Sistan und Belutschistan (persisch سيستان و بلوچستان, DMG Sīstān wa Balūčestān) ist eine der 31 Provinzen Irans. Die Hauptstadt ist Zahedan. In der südost-iranischen Provinz leben 2.775.014 Menschen (Volkszählung 2016). Die Provinz umfasst 181.785 Quadratkilometer und hat eine Bevölkerungsdichte von 15 Einwohner pro Quadratkilometer.
Mit einem Wert von 0,673 erreicht Sistan und Belutschistan den letzten Platz unter allen iranischen Provinzen im Index der menschlichen Entwicklung.

## Geographie
Die Provinz Sistan und Belutschistan liegt im Südosten des Landes und grenzt an Pakistan und Afghanistan sowie die Provinzen Süd-Chorasan, Kerman und Hormozgan. Die Hauptstadt Zahedan ist mit 567.449 Einwohnern (Volkszählung 2006) die größte Stadt der Provinz.
Im Norden der Provinz liegt das Gebiet Sistan. Im Mittelalter lag ungefähr dort die größere historische Region Zabulistan („Zāvolestān“), das Stammland des mythischen Helden Sām.
Der Süden der Provinz besteht aus dem iranischen Teil der Region Belutschistan und gehörte einst zu den historischen Regionen Gedrosien und Makran.
Die Jahresdurchschnittstemperatur der Provinz beträgt 20,8 Grad Celsius. Der wärmste Monat ist der Juli mit durchschnittlich 33,1 Grad Celsius, der kälteste der Januar mit 7,5 Grad Celsius im Mittel. Die durchschnittliche jährliche Niederschlagsmenge beträgt 80 Millimeter. Der meiste Niederschlag fällt zwischen Oktober und März mit 8 bis 15 Millimetern im Monatsmittel, die übrige Jahreszeit ist praktisch niederschlagsfrei.

## Verwaltungsgliederung

Verwaltungsgliederung der Provinz Sistan und Belutschistan

Sistan und Belutschistan gliedert sich in 22 Landkreise:
- Bampur
- Chasch
- Dalgan
- Hamun
- Hirmand
- Iranschahr
- Fanudsch
- Golshan
- Konarak
- Mehrestan
- Mīrjāveh
- Nikschahr
- Nimruz
- Qasr-e Qand
- Saravan
- Sarbaz
- Sib o Soran
- Taftan
- Tschahbahar
- Zabol
- Zahedan
- Zehak

## Bevölkerung

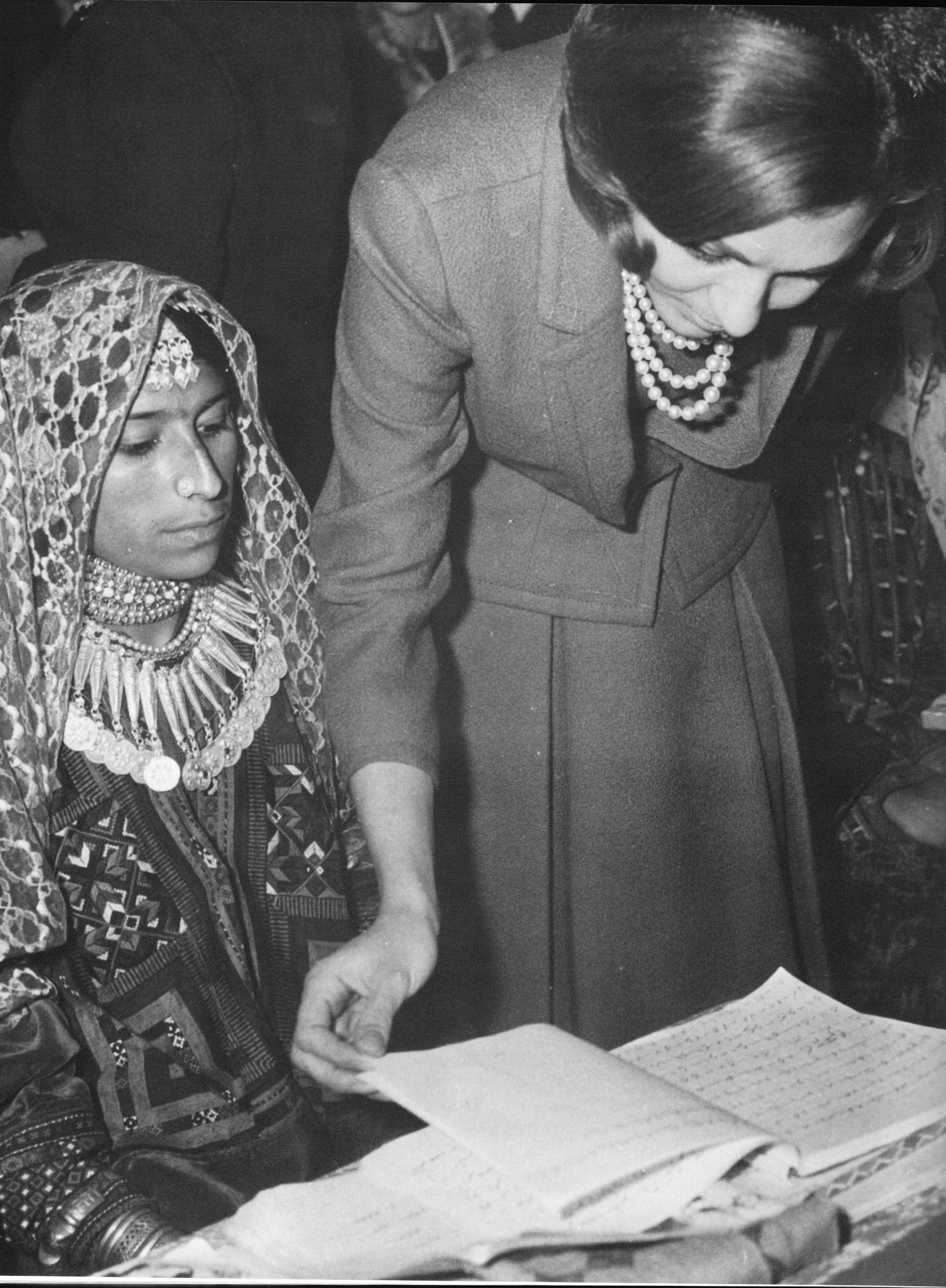
Farah Pahlavi besucht eine Schule in Sistan-Balutschistan (1965)

Die Bevölkerung besteht überwiegend aus Belutschi sprechenden Belutschen, deren Siedlungsgebiet sich über den Osten Irans, Süden Afghanistans und Südwesten Pakistans erstreckt. Von den Belutschen können die Sistani als Untergruppe unterschieden werden. Die Abgrenzung erfolgt nach ihrem gleichnamigen Siedlungsgebiet und ihrem lokalen, Sistani genannten Dialekt der persischen Sprache.
Als erste Identität geben Belutschen ihre Ethnie an, danach bezeichnen sie sich als Muslime (meistens Sunniten) und erst dann tragen sie eine nationale Identität (das heißt Iraner, Afghanen und Pakistaner).
Die Gattin des Schahs, Farah Pahlavi, unternahm ihre erste Reise in die Provinzen Irans im Dezember 1965 nach Sistan und Baluchisten. Sie beschreibt die Baluchen in ihrem Reisebericht als groß, schlank, mit dunklem Teint, tief schwarzen Augen, langen knochigen Nasen und festen Wangenknochen. Die Augen der Frauen würden die Dunkelheit der Wüste Kawir ausstrahlen mit kräftig gezeichneten Augenbrauen. Ihre Figur sei schlank und wohlproportioniert.

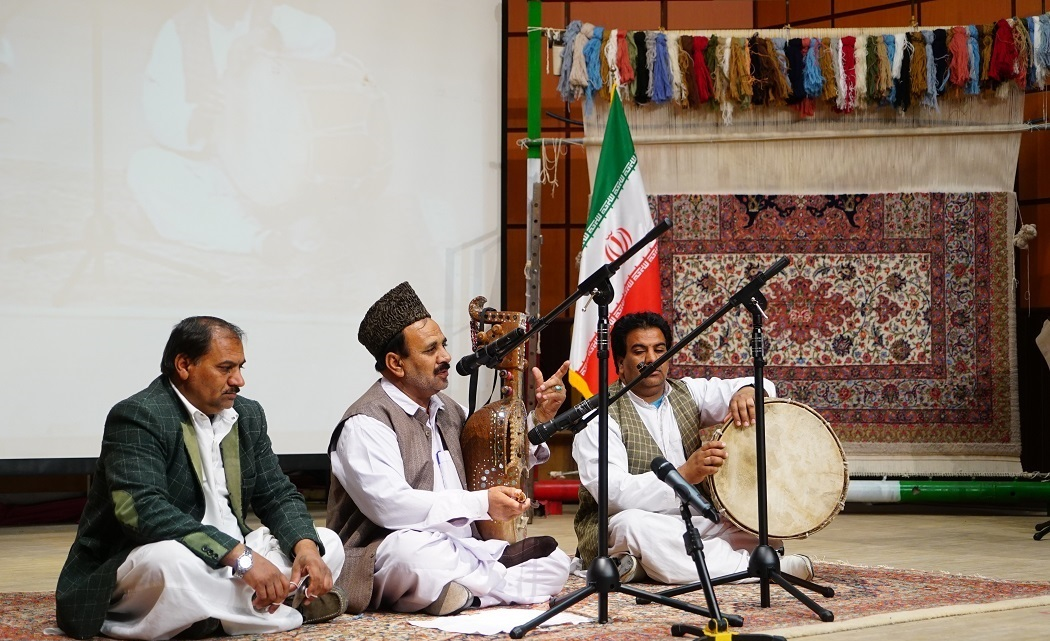
Präsentation handgemachter Teppiche

Die Bevölkerung ist sehr arm, obwohl die Provinz über reiche Bodenschätze wie Gold, Diamanten, Silber, Chromid, Kupfer und andere Metalle verfügt, die allerdings damals noch nicht erschlossen waren.

## Wirtschaft
Die Landwirtschaft leidet unter Hitze und Dürre sowie einem allgemeinen Wassermangel. In früheren Jahren lag in der Provinz das Zentrum des Zuckerrohranbaus.

## Hochschulen
- Universität von Sistan und Belutschistan at Zahedan
- Zabol Universität
- Islamische Azad-Universität zu Irānschahr
- Islamische Azad-Universität zu Zahedan
- Zahedan Universität der Medizinischen Wissenschaften
- Zabol Universität der Medizinischen Wissenschaften
- Internationale Universität zu Chabahar

## Sehenswürdigkeiten
In Sistan liegt unter anderem Schahr-e Suchte, der größte prähistorischer Fundort in Iran.

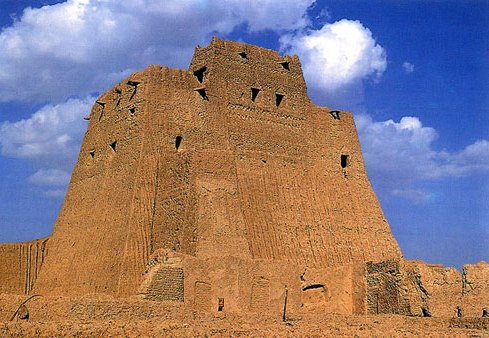
Die Sab-Ghaleh in Saravan
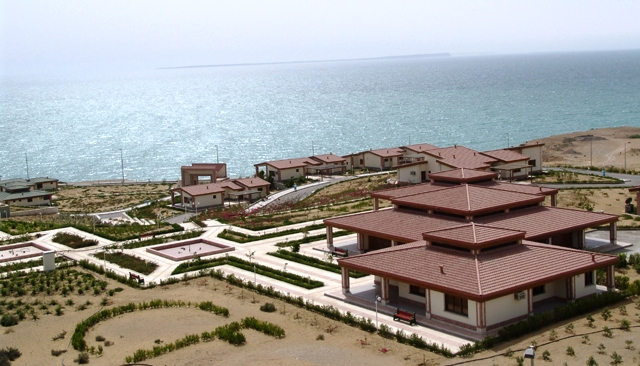
Küste von Tschahbahar am Golf von Oman mit Tiefseehafen
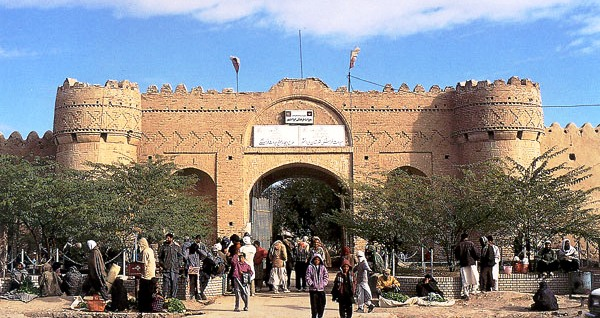
Die Naseri-Ghaleh in Irānschahr
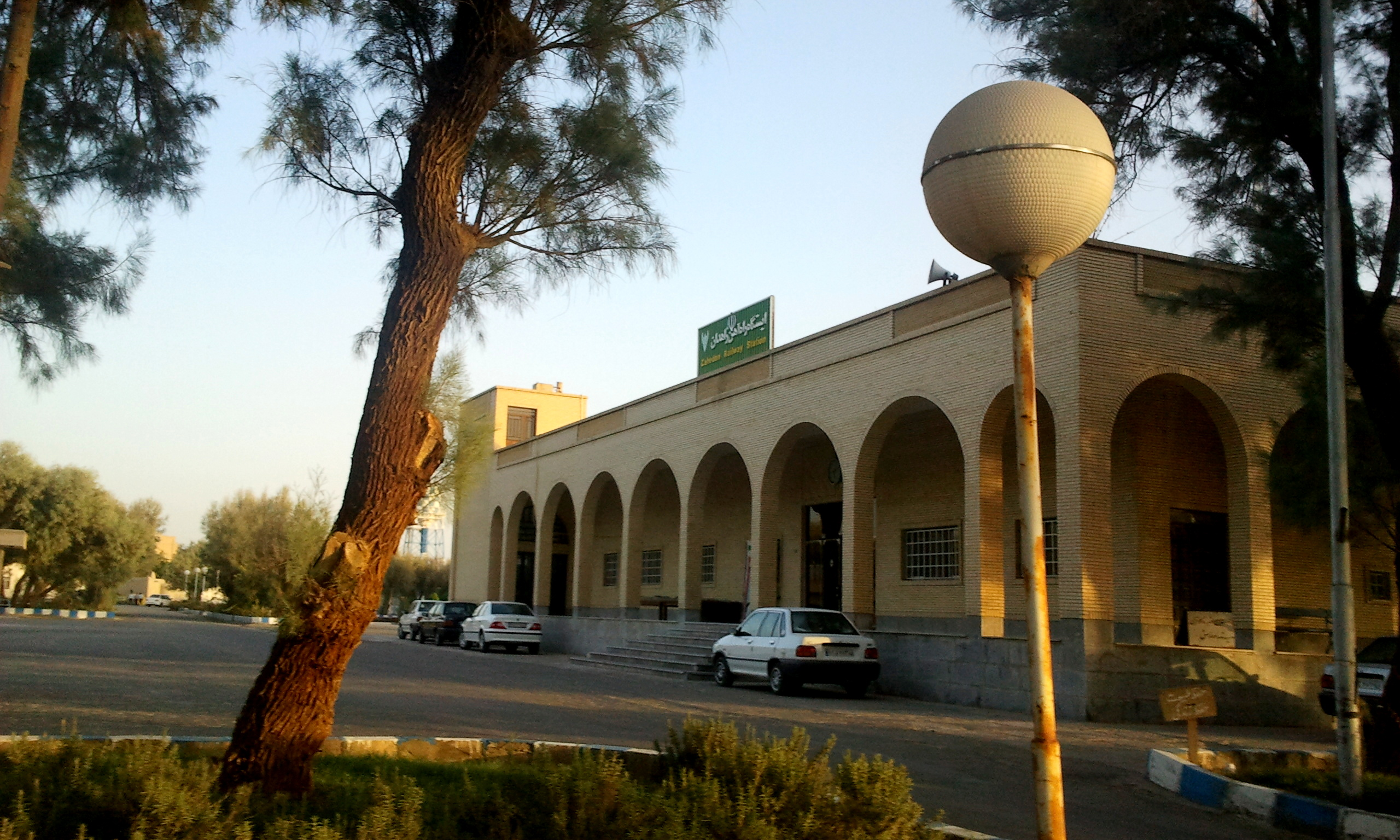
Bahnhof von Zahedan
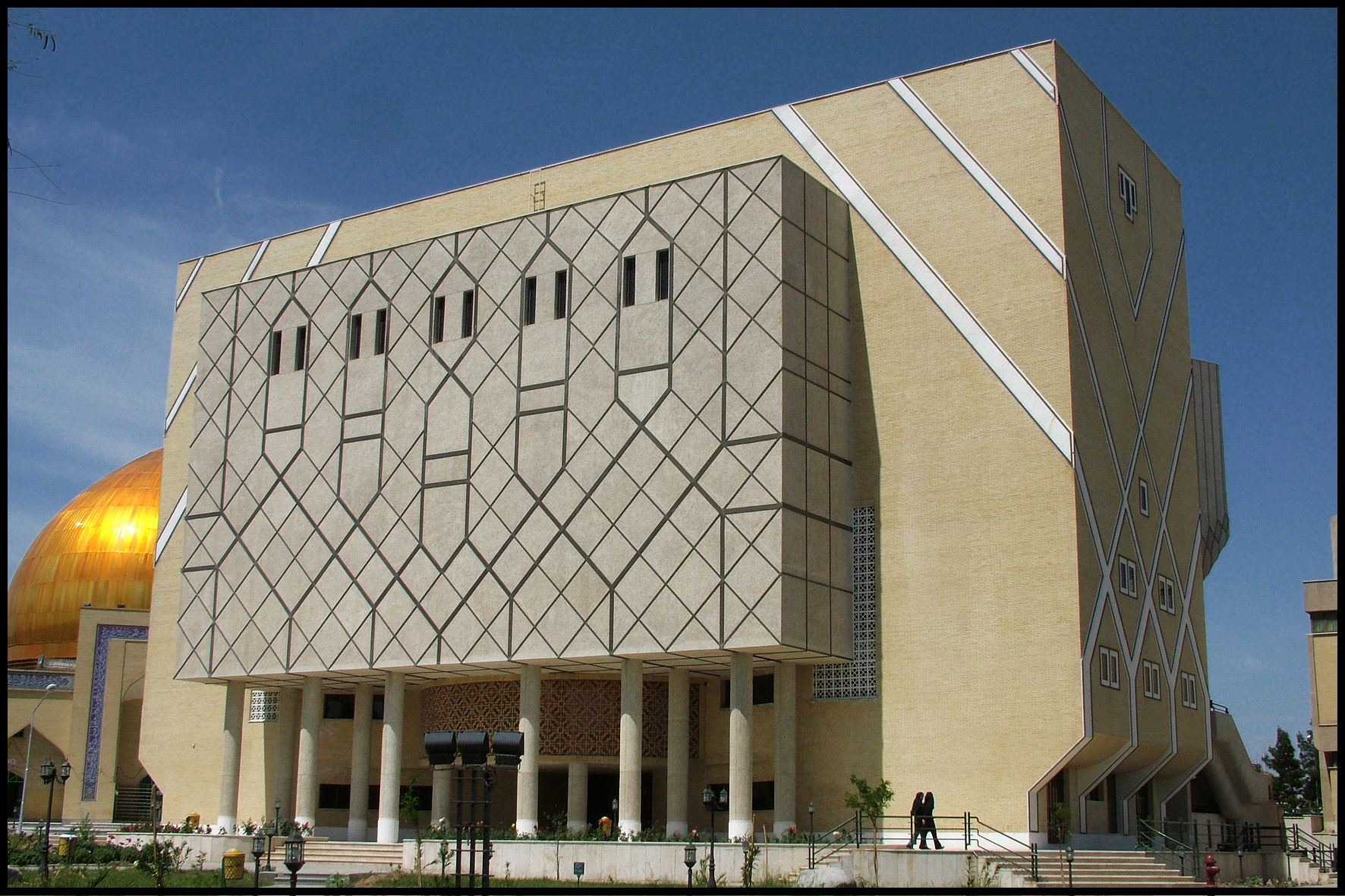
Universität von Sistan und Balutschistan in Zahedan